# Nanga Parbat
Nanga Parbat, eller på urdu Nastaliq (نانگا پربت),  är ett berg beläget i västra Himalaya i den pakistanska delen av  Kashmir. Nanga Parbat har en högsta topp på 8 126 meter över havet. Nanga Parbat klassas som världens nionde högsta berg.
Nanga Parbat är erkänt svårt att bestiga. Totalt har 31 personer dött när de försökt att bestiga berget. Lokalbefolkningen kallar berget för Djävulens berg eller Människoätaren.
Berget bestegs för första gången den 3 juli år 1953 av österrikaren Hermann Buhl. Buhl var också den förste bergsklättraren som besteg ett 8000-metersberg helt ensam, utan expedition.  Berget bestegs på vintertid första gången den 27 februari 2016.
Den 18 juni 2004 nådde Michael Lundell som förste svensk toppen och är fortfarande den ende svensk som har klarat detta.

## Etymologi
Nanga Parbat betyder Nakna Berget. Lokalt kallas berget Deo Mir (mir betyder berg).

## Bildgalleri över Nanga Parbat

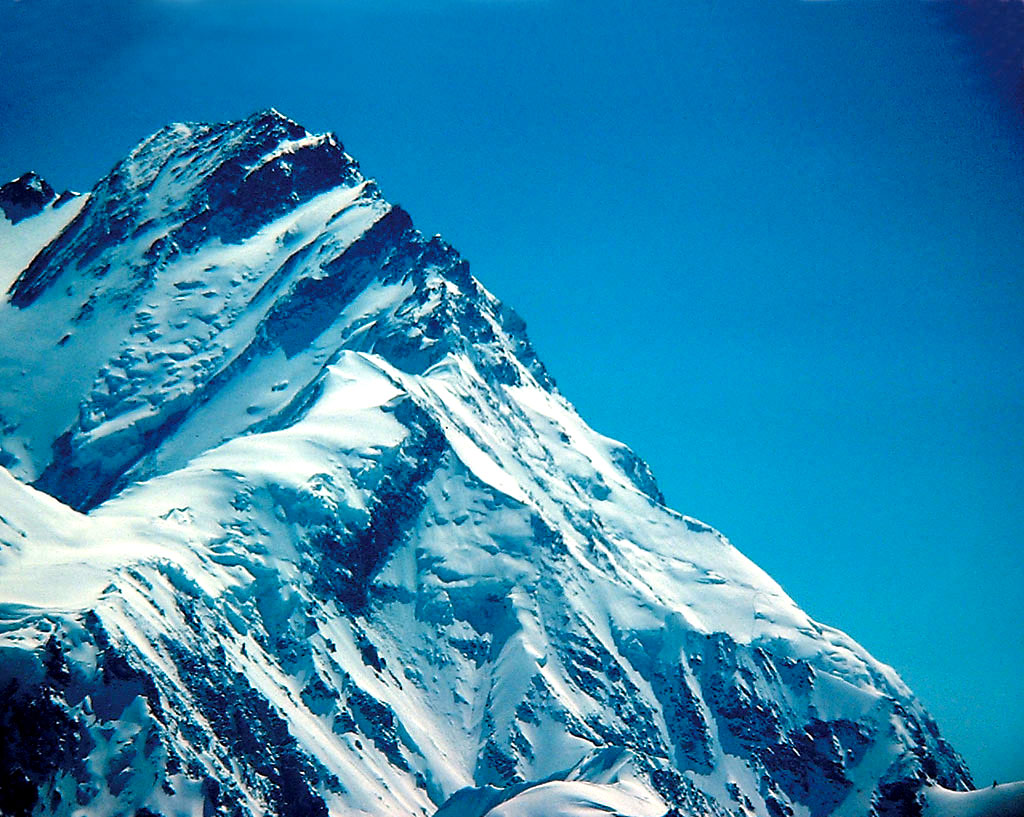
Nanga Parbat
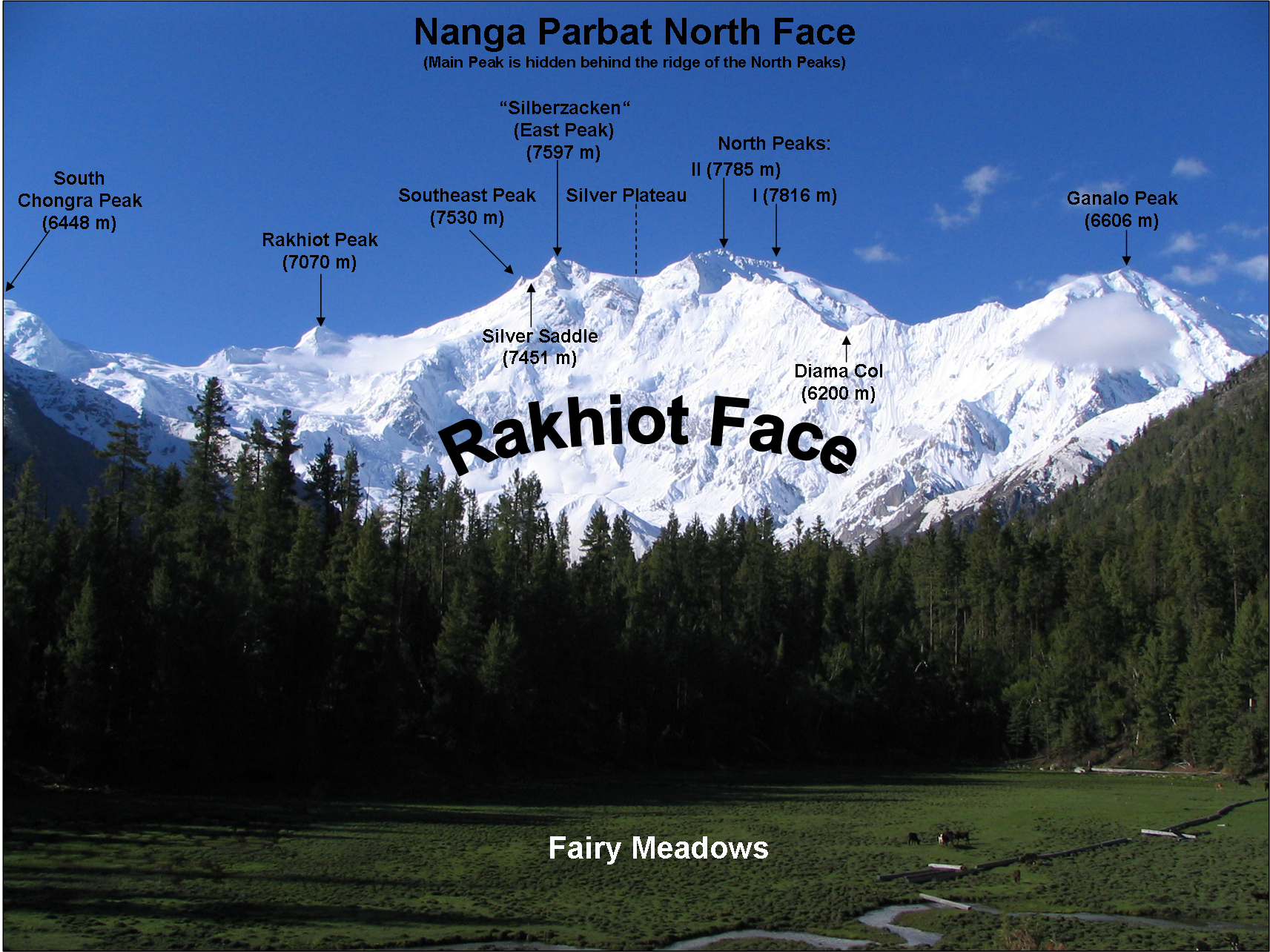
Nanga Parbat Rakhiot Face från Fairy Meadows
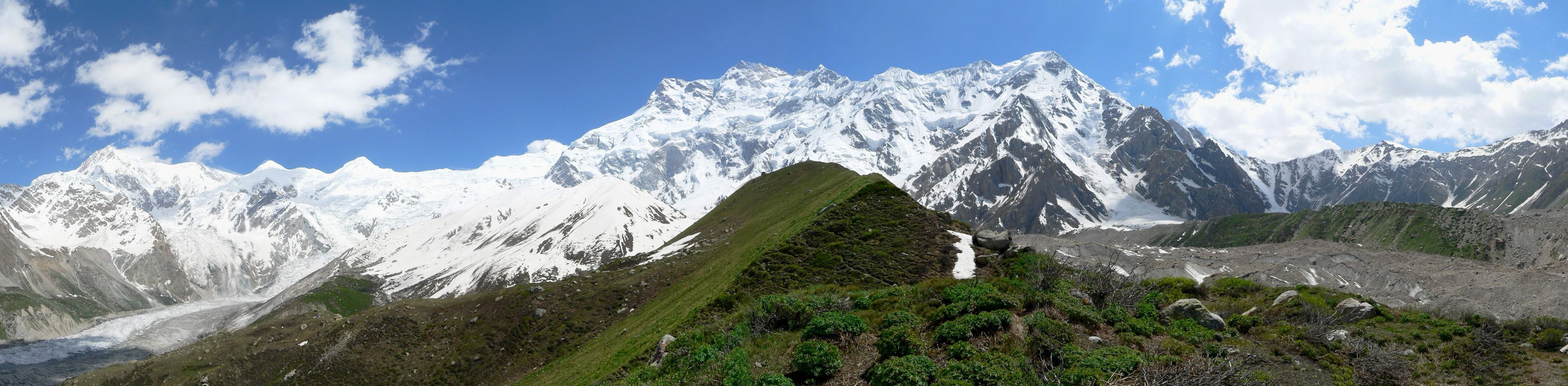
Nanga Parbat basläger
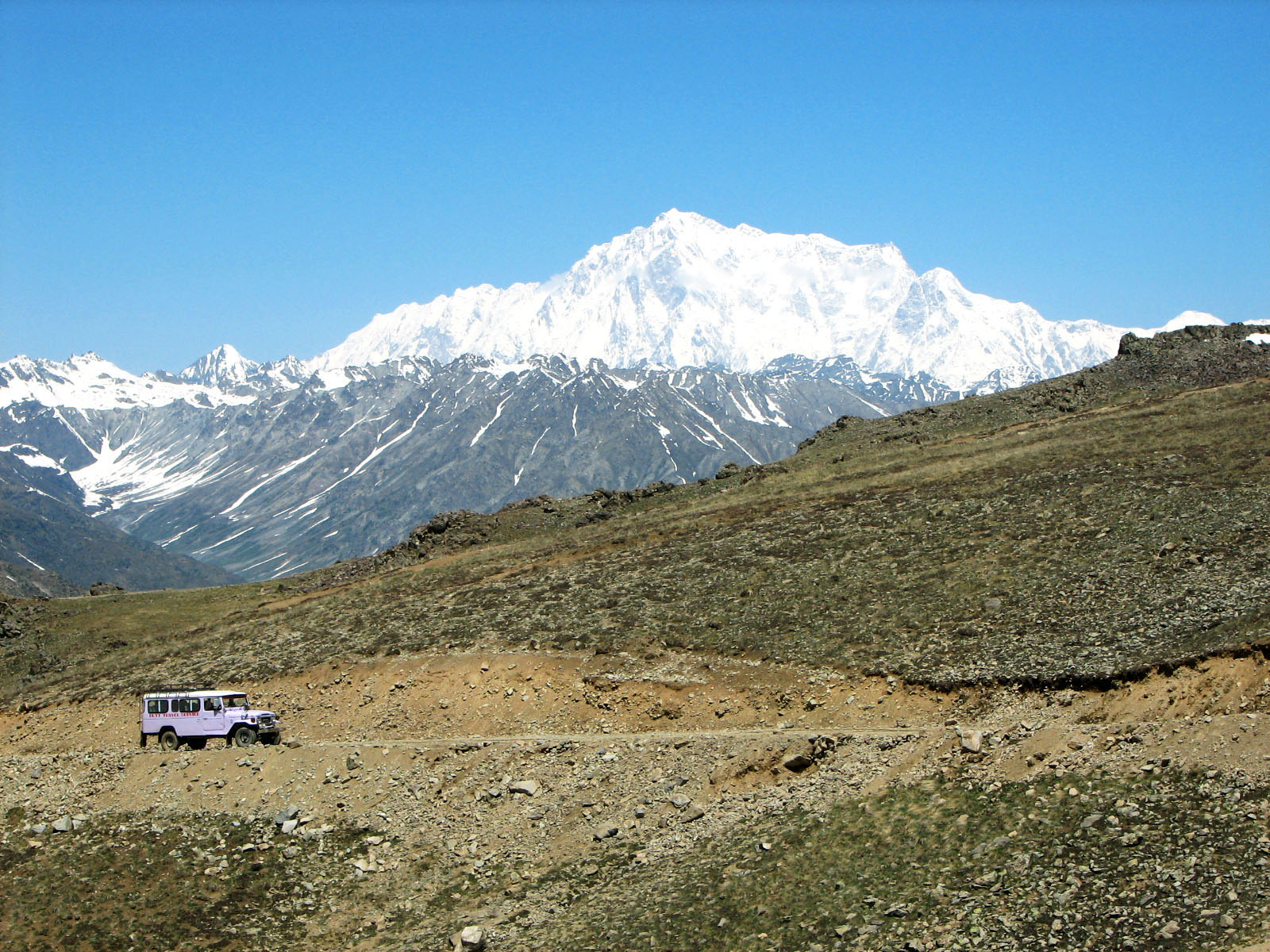
Nanga Parbat från Deosai
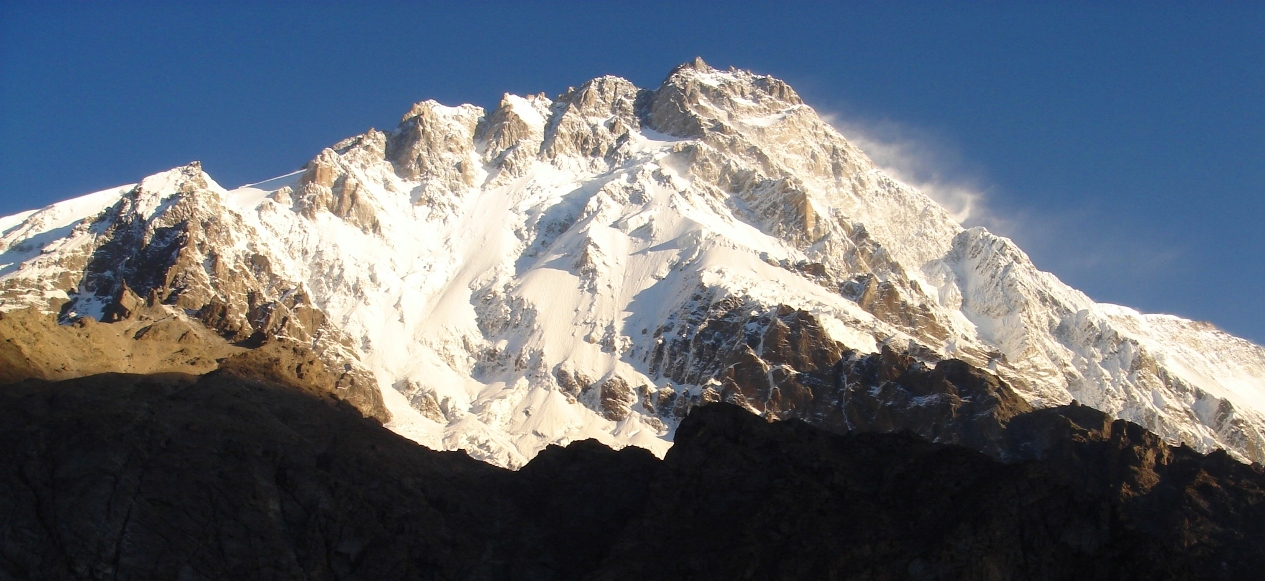
Rupal Face från sydväst
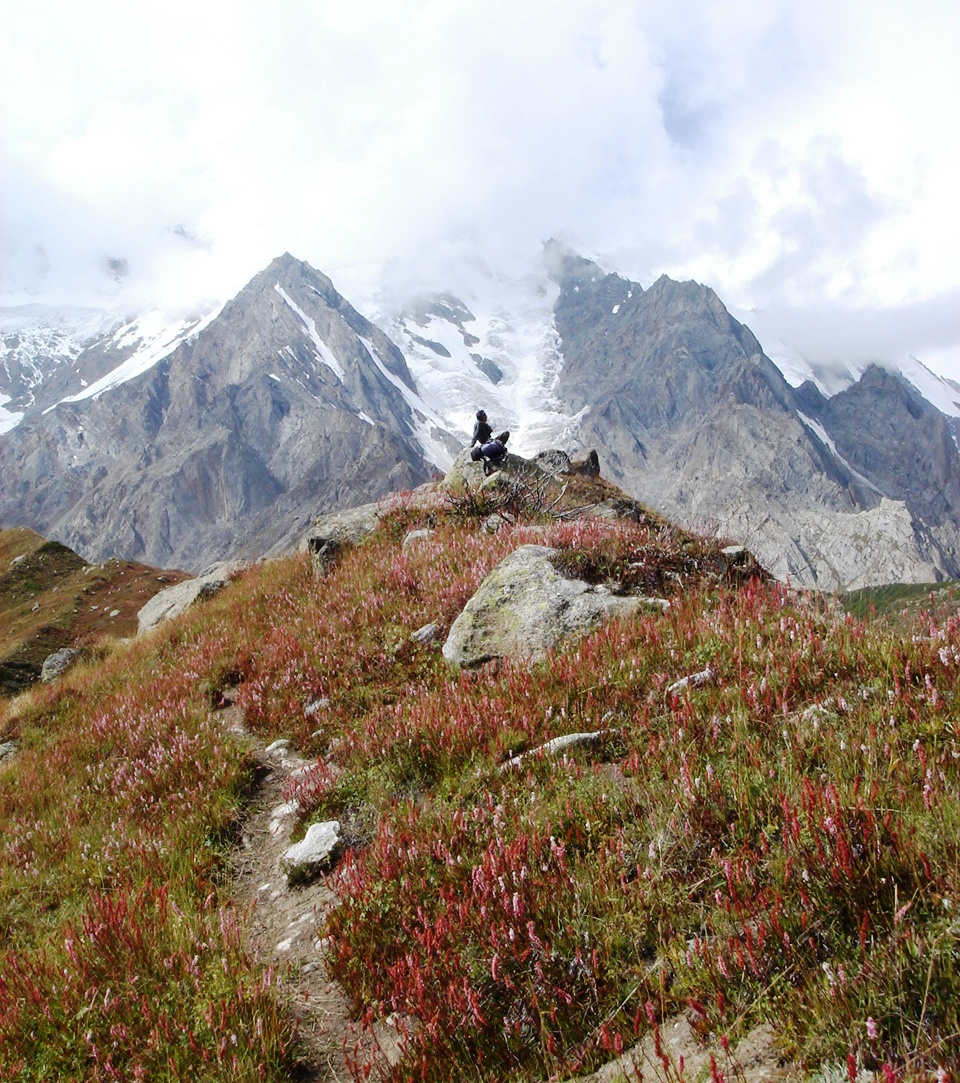
4100 m I närheten av baslägret vid Rakhiot